# Dimmitt (Texas)
Dimmitt es una ciudad ubicada en el condado de Castro en el estado estadounidense de Texas. En el Censo de 2010 tenía una población de 4.393 habitantes y una densidad poblacional de 520,93 personas por km².

## Geografía
Dimmitt se encuentra ubicada en las coordenadas 34°32′56″N 102°18′28″O / 34.54889, -102.30778. Según la Oficina del Censo de los Estados Unidos, Dimmitt tiene una superficie total de 8.43 km², de la cual 8.16 km² corresponden a tierra firme y (3.26%) 0.27 km² es agua.

## Demografía
Según el censo de 2010, había 4.393 personas residiendo en Dimmitt. La densidad de población era de 520,93 hab./km². De los 4.393 habitantes, Dimmitt estaba compuesto por el 63.69% blancos, el 2.5% eran afroamericanos, el 1.09% eran amerindios, el 0.55% eran asiáticos, el 0% eran isleños del Pacífico, el 30.28% eran de otras razas y el 1.89% pertenecían a dos o más razas. Del total de la población el 68.81% eran hispanos o latinos de cualquier raza.